# Тарасівська ЗОШ І-ІІІ ст.
Тарасівська загальноосвітня школа І-ІІІ ступенів Гребінківської районної ради Полтавської області — загальноосвітній навчальний заклад у селі Тарасівка Гребінківського району Полтавської області.

## Історія

### Максимівська школа (1904—1978)
У селі Максимівка, яке у 1966 році було об'єднане з Тарасівкою, школа була побудована у 1904 р. У 1907—1908 рр. тут навчалося 48 учнів (33 хлопчики й 15 дівчаток). Першою вчителькою цієї школи була Наталія Григорівна Григорович, яка пропрацювала тут до 1923 р.
У 1913 р. у Максимівці за кошти земства збудовано другий шкільний будинок. Відтоді школа стала чотирирічною. У школі був глобус та географічні карти. Існувала бібліотека.
В міжвоєнний час школа була реорганізована на трудову початкову школу. У 1943 р. школа стала семирічною (в цей час директором був М. П. Горкун). У 1959 р. школа перейшла на восьмирічне навчання.
У 1978 р. школа ліквідована, учні перейшли до новозбудованого приміщення у центрі села Тарасівка.

### Тарасівська школа
Перша у селі Щербаківка (з 1922 року Тарасівка), про яку є інформація, була заснована в 1878 р. Відомо, що у 1907—1908 рр. в ній навчалося 57 дітей (41 хлопчик та 16 дівчаток).
Заняття в школах проводилися у єдиних приміщеннях, які були спільними для учнів усіх класів. Навчальний рік починався в жовтні-листопаді і закінчувався в квітні-травні (між закінченням і початком сільськогосподарських робіт).
Село Щербаківка було перейменоване в Тарасівку у 1922 році. До 20-х рр. 80 % населення села було неписьменним. Для подолання цієї проблеми у Тарасівці запроваджено трудову початкову школу. Першими вчителями шкіл у Тарасівці та Максимівці були Михайло Петрович Задацький, Василь Петрович Пляшечний, Юрій Антонович Фесенко, Галина Сергіївна Головна, Наталія Миколаївна Григорович. За школами закріплялась орна земля; у 1925 р. за Тарасівською школою було 11 гектарів, за Максимівською — 8,82 га.
В 1927 р. для Тарасівської школи було підготовлене іще одне приміщення — відремонтовано будинок поміщиків Стороженків (Савицьких)
Семирічну школу у Тарасівці було відкрито в 1931 році (першим директором був Ф. П. Божко). У 1959 році школа реорганізована у восьмирічну, також функціонували 9-11 класи для сільської молоді. За весь час функціонування (з 1959 року) Тарасівська й Максимівська школи випустили 557 учнів, а класи сільської молоді допомогли одержати середню освіту 530 робітникам і колгоспникам.
У 1966 році всі вищезгадані села та хутори ввійшли до складу села Тарасівка.
У 70-х рр. ХХ ст. виникла потреба будувати велику школу: 195 учнів тіснилися у трьох пристосованих приміщеннях, розкиданих одне від одного на значній відстані (у двох пристосованих приміщеннях Тарасівської школи та приміщенні Максимівської школи, побудованому ще в 1913 р.). Школу вирішили будувати у центрі села, там, де вона розташована тепер. Будівництво розпочато влітку 1977 року Гребінківським БУ-27.
27 серпня 1978 р. відбулось урочисте відкриття школи. За типовим проєктом школа будувалася як восьмирічна, але за статусом була переведена до розряду десятирічок.
Першим директором школи (1977—1978 рр.) була вчитель математики Софія Іванівна Козін. З 1978 по 1992 рік директором був вчитель історії та правознавства Микола Іванович Міщенко, з 1992 по 1998 рр. — вчитель української мови та літератури Людмила Анатоліївна Лисенко, а з 1998 року й по даний час — Микола Андрійович Лисенко.
У 2005—2007 рр. проведено художнє оформлення школи. У 2009 році за кошти районного та обласного бюджетів проведено її реконструкцію: збудовано новий вхід та коридор центрального входу, проведено капітальний ремонт спортзалу, роздягалень, душових, внутрішніх санвузлів, зроблено нову підмостку школи, шубу фундаменту та на 20 м подовжено гілку каналізації.

## Музей історії хліба
«Музей історії хліба» у школі був створений у 1989 році з метою дослідження історії хліборобства. У ньому експонуються дерев'яні та металеві знаряддя для обробітку землі, зразки глиняного посуду, макет печі, макети-зразки хлібної випічки, зразки зернових культур, хлібні картки тощо. На стендах представлена історія хліборобства.